# Sebastián Monesterolo
Sebastián Omar „Seba“ Monesterolo (* 30. März 1983 in San Francisco) ist ein argentinischer Fußballspieler. 
Der Stürmer spielte in der Jugend für die Boca Juniors und CA Banfield. Im Sommer 2003 wechselte er schließlich zu Sportivo Belgrano in seiner Heimatstadt, wo er seine ersten Spiele im Seniorenbereich absolvierte. Nachdem er 2005 ein halbes Jahr bei Juventud Unida in Gualeguaychú gespielt hatte, wechselte er im Sommer nach Malaysia, wo er einen Vertrag beim inzwischen aufgelösten Verein Selangor MPPJ aus Petaling Jaya unterschrieb.
Im Januar 2006 wechselte Monesterolo nach Europa und unterschrieb einen Vertrag beim maltesischen FC Valletta. Hier avancierte er schnell zu einem Leistungsträger und erzielte bis Januar 2007 27 Tore in 25 Spielen, ehe er zum Al-Kuwait SC wechselte, mit dem er in der AFC Champions League spielte.
In Kuwait wurde er jedoch nicht heimisch, sodass er zur Saison 2007/08 zum FC Valletta zurückkehrte. Mit 20 Toren in 23 Spielen wurde Monesterolo Torschützenkönig und trug maßgeblich zum Gewinn der Meisterschaft, seinem ersten Titel mit City, bei. 
Am 9. Januar 2008 trug Valletta ein Freundschaftsspiel („BetFair Cup“) gegen Juventus Turin aus. Monesterolo schoss in diesem Spiel das Tor zum 1:1 für Valletta, welches zum Erreichen des Elfmeterschießens führte. Der FC Valletta konnte das Spiel schließlich mit 5:4 n. E. gewinnen.
Im Juli 2008 wechselte Monesterolo zu AEK Larnaka nach Zypern, wo er in der Saisonvorbereitung einige Treffer erzielen konnte. Als sich jedoch herausstellte, dass sich Monesterolo vergeblich um die italienische Staatsbürgerschaft bemühte, trennten sich Verein und Spieler, woraufhin der Stürmer bei Hapoel Bnei Lod in Israels zweiter Liga unterschrieb. Zur Rückrunde der Saison 2008/09 kehrte Monesterolo abermals zum FC Valletta zurück. Seit Beginn der Spielzeit 2009/10 spielte er beim indischen East Bengal Club, wo er jedoch bereits im September 2009 entlassen wurde. Seit März 2010 spielt Monesterolo wieder in Argentinien, bei Sportivo y Biblioteca Atenas.